# Duisburger Forschungen
Die Duisburger Forschungen. Schriftenreihe für Geschichte und Heimatkunde Duisburgs sind eine historiografische Publikationsreihe des Duisburger Stadtarchivs und der Mercator-Gesellschaft Verein für Geschichte und Heimatkunde e. V. Duisburg. Bände der wissenschaftlichen Reihe erscheinen seit 1957 mindestens einmal jährlich und können sowohl monografische Abhandlungen, als auch Aufsatzsammlungen enthalten, die einen Schwerpunkt auf der Duisburger Stadtgeschichte haben. Die insgesamt 17 bisher erschienenen Beihefte zu den Forschungen widmen sich daneben vertiefend einem einzelnen Thema.

## Geschichte
Bereits im Jahr 1950 wurden Überlegungen laut, eine regelmäßig erscheinende Reihe nach dem Vorbild der „Beiträge zur Geschichte von Stadt und Stift Essen“ oder des „Mülheimer Jahrbuchs“ ins Leben zu rufen, die die Geschichte der Stadt Duisburg in den Fokus rückt. Maßgeblich war zu diesem Zeitpunkt der amtierende Stadtarchivar von Duisburg, Walter Ring, an der Idee beteiligt. Die neu entstehende Reihe sollte den Heimatforschern der Stadt dienen und damit eine Brücke zwischen archivarisch-historiografischer Fachwissenschaft und der interessierten Öffentlichkeit schlagen.
Letztendlich dauerte die Umsetzung dieser Idee bis ins Jahr 1957. Als erste Herausgeber fungierten der Stadtarchivar Günter von Roden und sein Kollege Fritz Tischler, Leiter des Niederrheinischen Museums. Im Vorwort des ersten Bandes wurde auf die Vorgänger der Reihe, darunter der „Duisburger Heimatkalender“, verwiesen. Bereits zu diesem frühen Zeitpunkt war die Reihe auf die Unterstützung der Mercator-Gesellschaft angewiesen, die personell eng mit Stadtarchiv und Museum verbunden war.
Schon der erste Band behandelte ein breites Spektrum an Themen, die von der Duisburger Vor- und Frühgeschichte („Ein vorgeschichtliches Hügelgräberfeld der älteren Eisenzeit in Duisburg-Hamborn“) bis nah an die damalige Gegenwart („Vom Kaiser-Wilhelm-Denkmal zum Rondell“) reichten. Ein besonderer Fokus wurde in den ersten Bänden auf die Erforschung des Lebens und Wirkens des Duisburgers Gerhard Mercator gelegt. So erschien eine Edition der Mercator-Biografie von Walter Ghim innerhalb der Reihe.
Im Jahr 1986 erschien mit einer Abhandlung über die Geschichte der Duisburger Juden vom damaligen Leiter des Stadtarchivs, Günter von Roden, in Zusammenarbeit mit Rita Vogedes ein Standardwerk innerhalb der Reihe. Neben der historischen Entwicklung der israelitischen Kultusgemeinschaft in Alt-Duisburg wurde auch die Geschichte der Juden in den heutigen Stadtteilen Ruhrort und Hamborn aufgearbeitet. Der Band umfasst über 1400 Seiten und stellt den bis heute gültigen Quellenbestand zu diesem Thema vor.
Unter von Rodens Nachfolger Joseph Milz entstand im Jahr 1993 eine Studie über den Corputiusplan, der die genaueste Zeichnung der Stadt aus dem 16. Jahrhundert darstellt. Milz ist auch der Autor von Band 52 aus dem Jahr 2005. Er enthält eine Häuserchronik für Alt-Duisburg, der sich an den im Corputiusplan enthaltenen Baulichkeiten orientiert. Der Archivar Michael Kanther veröffentlichte 2004 in Band 49 eine monografische Abhandlung über Zwangsarbeit in Duisburg im Zweiten Weltkrieg, die von der Fachpresse ebenfalls vielfach rezipiert wurde.
Seit Mai 2020 sind die ersten 59 Bände der Duisburger Forschungen über den DFG-Viewer online einsehbar. Die nachfolgenden Arbeiten können aus Copyright-Beschränkungen noch nicht online zur Verfügung gestellt werden. Die Reihe wurde von wechselnden Verlagen veröffentlicht. Zunächst erschien sie im Verlag Werner Renckhoff, später zeichnete der Duisburger Verlag Werner Braun sowie der Mercator-Verlag verantwortlich. Ab Band 60 erscheint die Reihe im Essener Klartext Verlag.

## Überblick

### Duisburger Forschungen (Auswahl)
- Siegfried Froriep: Das Ruhrgebiet gestern, heute und morgen. Aus der Arbeit des Siedlungsverbandes Ruhrkohlenbezirk. In: Duisburger Forschungen. Schriftenreihe für Geschichte und Heimatkunde Duisburgs. 11. Band, Verlag Walter Renckhoff, Duisburg 1968, S. 1–24.
- Joachim H. Knoll, Julius H. Schoeps (Hrsg.): Friedrich Albert Lange. Leben und Werk. In: Duisburger Forschungen. Schriftenreihe für Geschichte und Heimatkunde Duisburgs. 21. Band, Walter Braun Verlag, Duisburg 1975, ISBN 3-87096-033-7.
- Günter von Roden, Rita Vogedes: Geschichte der Duisburger Juden. 2 Teile. In: Duisburger Forschungen. Schriftenreihe für Geschichte und Heimatkunde Duisburgs. 34. Band, Walter Braun Verlag, Duisburg 1986, ISBN 3-87096-045-0.
- Günter von Roden (Hrsg.): Duisburger Notizen. Zeitgenössische Berichte von 1417–1992. In: Duisburger Forschungen. Schriftenreihe für Geschichte und Heimatkunde Duisburgs. 44. Band, Mercator-Verlag, Duisburg 1998, ISBN 3-87463-271-7.
- Joseph Milz: Duisburger Topographie im 16. Jahrhundert. In: Duisburger Forschungen. Schriftenreihe für Geschichte und Heimatkunde Duisburgs. 52. Band, Mercator-Verlag, Duisburg 2005, ISBN 3-87463-384-5.

### Beihefte
- Beiheft 1: Herbert Lehmann: Duisburgs Großhandel und Spedition vom Ende des 18. Jahrhunderts bis 1905. 1958. (296 S.)
- Beiheft 2: Franz Rommel: Duisburg-Beeck, Geschichte einer Siedlung von den Anfängen bis ins 19. Jahrhundert. 1958. (136 S.)
- Beiheft 3: Egon Verheyen: Die Minoritenkirche zu Duisburg. Neue Untersuchungen zu ihrer Geschichte. 1959. (114 S.)
- Beiheft 4: Tilo Ahrens: Aus der Lehr- und Spruchtätigkeit der alten Duisburger Juristenfakultät. 1962. (241 S.)
- Beiheft 5: Klaus Schmidt: Das Duisburger Textilgewerbe bis zum Anfang des 19. Jahrhunderts. 1964. (132 S.)
- Beiheft 6: Günter von Roden: Duisburg im Jahre 1566. Der Stadtplan des Johannes Corputius. 1964. (102 S.)
- Beiheft 7: Egon Verheyen: Bau- und Kunstdenkmäler in Duisburg. 13.-19. Jahrhundert. 1966. (244 S.)
- Beiheft 8: Herbert Lehmann: Ruhrort im 18. Jahrhundert. 1966. (235 S.)
- Beiheft 9: Ludger Horstkötter: Die Anfänge des Prämontratenserstiftes Hamborn und seine Entwicklung im ersten Jahrhundert seines Bestehens. Ein Beitrag zur Geschichte des Prämonstratenserordens im 12. und 13. Jahrhundert. 1967. (231 S.)
- Beiheft 10: Georg Eckert: Friedrich Albert Lange. Über Politik und Philosophie. Briefe und Leitartikel 1862–1875. 1968. (707 S.)
- Beiheft 11: Otto Most: Drei Jahrzehnte an Niederrhein, Ruhr und Spree. Aus den Lebenserinnerungen von Prof. Dr. Otto Most, Oberbürgermeister (a. D.) und Hauptgeschäftsführer der Niederrheinischen Industrie- und Handelskammer. 1969. (110 S.)
- Beiheft 12: Günther Binding: Archäologisch-historische Untersuchungen zur Frühgeschichte Duisburgs. 1969. (105 S.)
- Beiheft 13: Peter Jürgen Mennenöh: Duisburg in der Geschichte des niederrheinischen Buchdrucks und Buchhandels bis zum Ende der alten Duisburger Universität (1818). 1970. (368 S.)
- Beiheft 14: Joachim H. Knoll: Johann Gottfried Christian Nonne. Ein Beitrag zur niederrheinischen Schulgeschichte am Beginn des 19. Jahrhunderts. 1970. (132 S.)
- Beiheft 15: Lotte Adolphs: Industrielle Kinderarbeit im 19. Jahrhundert unter Berücksichtigung des Duisburger Raumes. Ein Beitrag zur Geschichte der Wirtschafts- und Sozialpädagogik. (1972), (135 S.)
- Beiheft 16: Tilmann Bechert: DISPARGVM – DIVSBVRG, Königshof und Kaiserpfalz. 2017. (87 S.)
- Beiheft 17: Jonas Krüning: Die Siegfried-Figur auf dem Ehrenfriedhof Kaiserberg. Von der Geschichte eines „Streitobjekts“ und seiner politischen Instrumentalisierung 1915–1983. 2018.